# Гукасян, Сирануш
Сирануш Гукасян (арм. Սիրանուշ Ղուկասյան; род. 25 ноября 1998, Ереван) — армянская шахматистка, обладательница титула международного мастера ФИДЕ среди женщин (WIM, 2017). Трехкратный призёр чемпионата Армении по шахматам среди женщин (2017, 2018, 2019).

## Биография
Гукасян выигрывала молодёжный чемпионат Армении по шахматам в разных возрастных группах среди девушек. В 2008 она победила на соревнованиях среди шахматисток до 10 лет, в 2010 — до 12 лет, в 2012 — до 14 лет, в 2014 — до 16 лет. В 2013 году она также завоевала серебряную медаль в возрастной группе до 16 лет.
Сирануш Гукасян участвовала в юношеских чемпионатах Европы и юношеских чемпионатах мира. Гукасян завоёвывала медали на чемпионате Армении: 2 серебра (в 2017 и 2018 годах) и бронзу в 2019 году.
Выступала за Армению на Шахматной олимпиаде. В 2018 году была запасной в своей сборной на 43-й Шахматной олимпиаде в Батуми (+2, =4, −0).
Гукасян выступала за Армению на командном чемпионате мира по шахматам среди женщин. В 2019 году была запасной в своей сборной на 7-м чемпионате мира в Астане (+1, =0, −4).
Представляла Армению на командном чемпионате Европы по шахматам среди женщин. В 2019 году на второй доске на 22-м командном чемпионате Европы в Батуми (+1, =1, −3).
В 2017 году Гукасян получила звание международного мастера ФИДЕ среди женщин (WIM).